# Lijst van nummer 1-hits in Zwitserland in 2012
Deze hits stonden in 2012 op nummer 1 in de Schweizer Hitparade, de bekendste hitlijst in Zwitserland.
| Datum        | Artiest                  | Titel                                    |
| ------------ | ------------------------ | ---------------------------------------- |
| 1 januari    | Geen Top 75 verschenen   | Geen Top 75 verschenen                   |
| 8 januari    | Taio Cruz & Flo Rida     | Hangover                                 |
| 15 januari   | Taio Cruz & Flo Rida     | Hangover                                 |
| 22 januari   | Michel Teló              | Ai se eu te pego!                        |
| 29 januari   | Michel Teló              | Ai se eu te pego!                        |
| 5 februari   | Michel Teló              | Ai se eu te pego!                        |
| 12 februari  | Michel Teló              | Ai se eu te pego!                        |
| 19 februari  | Michel Teló              | Ai se eu te pego!                        |
| 26 februari  | Michel Teló              | Ai se eu te pego!                        |
| 4 maart      | Michel Teló              | Ai se eu te pego!                        |
| 11 maart     | Michel Teló              | Ai se eu te pego!                        |
| 18 maart     | Michel Teló              | Ai se eu te pego!                        |
| 25 maart     | Michel Teló              | Ai se eu te pego!                        |
| 1 april      | Michel Teló              | Ai se eu te pego!                        |
| 8 april      | Remady, Manu-L & J-Son   | Single ladies                            |
| 15 april     | Olly Murs & Rizzle Kicks | Heart skips a beat                       |
| 22 april     | Remady, Manu-L & J-Son   | Single ladies                            |
| 29 april     | Remady, Manu-L & J-Son   | Single ladies                            |
| 6 mei        | Train                    | Drive by                                 |
| 13 mei       | Luca Hänni               | Don't think about me                     |
| 20 mei       | Luca Hänni               | Don't think about me                     |
| 27 mei       | Flo Rida                 | Whistle                                  |
| 3 juni       | Carly Rae Jepsen         | Call me maybe                            |
| 10 juni      | Loreen                   | Euphoria                                 |
| 17 juni      | Gusttavo Lima            | Balada                                   |
| 24 juni      | Tacabro                  | Tacatá                                   |
| 1 juli       | Tacabro                  | Tacatá                                   |
| 8 juli       | Tacabro                  | Tacatá                                   |
| 15 juli      | Tacabro                  | Tacatá                                   |
| 22 juli      | Gusttavo Lima            | Balada                                   |
| 29 juli      | Gusttavo Lima            | Balada                                   |
| 5 augustus   | Gusttavo Lima            | Balada                                   |
| 12 augustus  | Pegasus                  | Skyline                                  |
| 19 augustus  | Pegasus                  | Skyline                                  |
| 26 augustus  | Pegasus                  | Skyline                                  |
| 2 september  | Asaf Avidan              | One day / Reckoning song (Wankelmut rmx) |
| 9 september  | Asaf Avidan              | One day / Reckoning song (Wankelmut rmx) |
| 16 september | Asaf Avidan              | One day / Reckoning song (Wankelmut rmx) |
| 23 september | Asaf Avidan              | One day / Reckoning song (Wankelmut rmx) |
| 30 september | Asaf Avidan              | One day / Reckoning song (Wankelmut rmx) |
| 7 oktober    | Asaf Avidan              | One day / Reckoning song (Wankelmut rmx) |
| 14 oktober   | Asaf Avidan              | One day / Reckoning song (Wankelmut rmx) |
| 21 oktober   | Adele                    | Skyfall                                  |
| 28 oktober   | Sons of Nature           | I love                                   |
| 4 november   | PSY                      | Gangnam style                            |
| 11 november  | PSY                      | Gangnam style                            |
| 18 november  | Adele                    | Skyfall                                  |
| 25 november  | Adele                    | Skyfall                                  |
| 2 december   | Rihanna                  | Diamonds                                 |
| 9 december   | Rihanna                  | Diamonds                                 |
| 16 december  | Rihanna                  | Diamonds                                 |
| 23 december  | Rihanna                  | Diamonds                                 |
| 30 december  | Geen Top 75 verschenen   | Geen Top 75 verschenen                   |